# Galdhøpiggen
Galdhøpiggen er med sine 2.469 meter Norges og Nordeuropas højeste fjeld. Det ligger i Jotunheimen i Lom kommune i Innlandet fylke.
Lærer Lars Arnesen, kirkesanger Ingebrigt Flaatten og landmand Steinar Sulheim var i 1850 de første, der besteg Galdhøpiggen.